# Acacia moniliformis
Acacia moniliformis é uma espécie de leguminosa do gênero Acacia, pertencente à família Fabaceae.